# Hydrochus pallipes
Hydrochus pallipes är en skalbaggsart som beskrevs av Louis Alexandre Auguste Chevrolat 1863. Hydrochus pallipes ingår i släktet Hydrochus och familjen gyttjebaggar. Inga underarter finns listade i Catalogue of Life.